# Comuna Svenljunga
Svenljunga (Svenljunga kommun) este o comună din comitatul Västra Götalands län, Suedia, cu o populație de 10.299 locuitori (2013).

## Geografie

### Zone urbane
Lista celor mai mari zone urbane din comună (anul 2015) conform Biroului Central de Statistică al Suediei:
| Nr | Zona urbană    | Pop.  |
| -- | -------------- | ----- |
| 1  | Svenljunga     | 3.592 |
| 2  | Sexdrega       | 802   |
| 3  | Hillared       | 639   |
| 4  | Överlida       | 540   |
| 5  | Östra Frölunda | 321   |
| 6  | Mjöbäck        | 300   |
| 7  | Holsljunga     | 241   |

## Demografie
| \| Evoluția demografică în comuna Svenljunga, 1970–2015 \| Evoluția demografică în comuna Svenljunga, 1970–2015 \| Evoluția demografică în comuna Svenljunga, 1970–2015 \| Evoluția demografică în comuna Svenljunga, 1970–2015 \| Evoluția demografică în comuna Svenljunga, 1970–2015 \| \| ----------------------------------------------------------------------------------------------------- \| ---------------------------------------------------- \| ---------------------------------------------------- \| ---------------------------------------------------- \| ---------------------------------------------------- \| \| An \| \| \| Locuitori \| \| \| 1970 \| 1970 \| \| 9723 \| 9723 \| \| 1975 \| 1975 \| \| 10165 \| 10165 \| \| 1980 \| 1980 \| \| 10989 \| 10989 \| \| 1985 \| 1985 \| \| 10888 \| 10888 \| \| 1990 \| 1990 \| \| 11190 \| 11190 \| \| 1995 \| 1995 \| \| 11181 \| 11181 \| \| 2000 \| 2000 \| \| 10609 \| 10609 \| \| 2005 \| 2005 \| \| 10430 \| 10430 \| \| 2010 \| 2010 \| \| 10288 \| 10288 \| \| 2015 \| 2015 \| \| 10506 \| 10506 \| \| Sursa: SCB - Statistika Centralbyrån, Folkmängd efter region, civilstånd, ålder och kön. År 1968–2016 \| \| \| \| \| |      |  |           |       |
| Evoluția demografică în comuna Svenljunga, 1970–2015 |      |  |           |       |
| An |      |  | Locuitori |       |
| 1970 | 1970 |  | 9723      | 9723  |
| 1975 | 1975 |  | 10165     | 10165 |
| 1980 | 1980 |  | 10989     | 10989 |
| 1985 | 1985 |  | 10888     | 10888 |
| 1990 | 1990 |  | 11190     | 11190 |
| 1995 | 1995 |  | 11181     | 11181 |
| 2000 | 2000 |  | 10609     | 10609 |
| 2005 | 2005 |  | 10430     | 10430 |
| 2010 | 2010 |  | 10288     | 10288 |
| 2015 | 2015 |  | 10506     | 10506 |
| Sursa: SCB - Statistika Centralbyrån, Folkmängd efter region, civilstånd, ålder och kön. År 1968–2016 |      |  |           |       |